# Federico Colbertaldo
Federico Colbertaldo (né le 17 octobre 1988 à Valdobbiadene, dans la province de Trévise en Vénétie), est un nageur italien spécialiste de la nage libre.

## Biographie
Il a débuté la natation sportive en 2000 sous les couleurs du Montenuoto Valdobbiadene puis, depuis 2002, il est licencié au Club Veneto Banca Montebelluna où il s'entraîne sous la direction de Branislav Dinić.
En 2007, il termine à la 4e place de l'épreuve du 800 m nage libre des Championnats du monde disputés à Melbourne, remportée par Oussama Mellouli. Le 11 septembre 2007, soit presque six mois après ce résultat, la médaille de bronze lui est attribuée après la disqualification prononcée à l'encontre du nageur tunisien par le tribunal arbitral du sport. 
Pour Federico, c'est sa 1re médaille mondiale. À ces mêmes championnats, il se classe à la 5e place et de l'épreuve du 400 m nage libre et de celle du 1 500 m nage libre; dans cette dernière course, il améliore par la même occasion son record personnel de près de 8 secondes.
Au mois de décembre de cette même année, aux Championnats d'Europe en petit bassin, il termine au pied du podium du 400 m nage libre, et bat, avec le temps de 3 min 40 s 83 le record national et remporte la médaille de bronze de l'épreuve du 1 500 m nage libre.

## Palmarès

### Championnats du monde
- Championnats du monde de natation 2007 à Melbourne  Australie
  -  médaille de bronze[1]  de l'épreuve du 800 m nage libre (7 min 49 s 98)

### Championnats d'Europe

#### En petit bassin
- Championnats d'Europe 2007 à Debrecen  Hongrie
  -  médaille de bronze du 1 500 m nage libre (14 min 31 s 31)
- Championnats d'Europe 2009 à Istanbul  Turquie
  -  médaille d'argent du 1 500 m nage libre (14 min 25 s 68)
- Championnats d'Europe 2010 à Eindhoven  Pays-Bas
  -  médaille d'or du 1 500 m nage libre (14 min 35 s 36)
  -  médaille d'argent du 400 m nage libre (3 min 41 s 70)

## Sources et références
1. 1 2  Le tunisien Oussama Mellouli a été déchu de ses deux médailles (400 m et 800 m nage libre) obtenues lors de ces Mondiaux après la sanction prononcée par le tribunal arbitral du sport le 11 septembre 2007. Ce dernier a disqualifié le nageur tunisien pour un contrôle antidopage positif effectué le 30 novembre 2006 lors d'une compétition aux États-Unis. Sources : "Natation - Dopage - Mellouli suspendu 18 mois", article lequipe.fr, 11 septembre 2007 et Rapport du tribunal arbitral du sport
2. ↑  Classement de l'épreuve du 400 m nage libre des CM 2007 sur le site swimrankings.net
3. ↑  Classement de l'épreuve du 1 500 m nage libre des CM 2007 sur le site swimrankings.net